# 朴守賢
朴 守賢（ぱく すひょん、朝: 박수현、1980年2月12日 - ）は、日本の作曲家。

## 人物・来歴
大阪生まれ。
大阪音楽大学音楽学部作曲学科作曲専攻出身。アジア作曲家連盟「アジア音楽祭」、済州国際管楽祭、国際現代音楽協会「World Music Days」('09/スウェーデン,'14/ポーランド)、高雄春天藝節等、東アジアや欧米を中心に作品を発表。
第3回ACL-Korea青年作曲賞優秀賞、第15回大邱国際現代音楽祭最優秀賞、日本クラリネット協会作品コンクール第3位、関西現代音楽交流協会作曲賞、第7回全日本吹奏楽連盟作曲コンクール第1位（2015年度全日本吹奏楽コンクール課題曲V）、等を受賞。
様々な編成の作曲作品を発表する一方、映画やテレビ等の劇伴音楽も制作。指揮・音楽指導、クラリネット・リコーダー・巴烏（Bawu,雲南の横笛）等の演奏、芸術国際交流等でも活動。
2015年以降、全日本吹奏楽コンクールの自由曲として取り上げられることが多くなり、全国大会では2015年に『遥か天鵞絨』で初めて演奏された（東海大学吹奏楽研究会、課題曲・自由曲ともに同作曲家の作品）。
「東アジア文化都市2017京都」オープニング公演「The 饗宴」にて第１部「古木參天さんざめき」の全曲作曲と総合プロデュースを担当。
大阪教育大学幼児教育専攻非常勤講師。大阪音楽大学短期大学部作曲デザインコース非常勤講師。

## 主な作品
| 年   | 編成                                              | 曲名                                                | 委嘱団体・受賞経歴 |
| ---- | ------------------------------------------------- | --------------------------------------------------- | --- |
| 2001 | 吹奏楽                                            | Symphonic GAME                                      | 平野吹奏楽団委嘱作品 一部改訂後、アジア作曲家連盟「アジア音楽祭2003 in 東京」入選 第10回 21世紀の吹奏楽“響宴”入選作品 |
| 2004 | フルート クラリネット アルトサクソフォーン ピアノ | 辿る旅                                              | 第3回ACL-Korea青年作曲賞優秀賞受賞 第15回大邱国際現代音楽祭最優秀賞受賞作品 |
| 2006 | 吹奏楽                                            | 白の月に舞う                                        | 国際現代音楽協会(ISCM)主催音楽祭「World New Music Days 2009 Listen to the World」(スウェーデン)入選 第16回 21世紀の吹奏楽“響宴”入選作品 |
| 2006 | クラリネット独奏                                  | Yの肖像                                             | 日本クラリネット協会創立30周年記念事業「クラリネット作品コンクール」第3位受賞作品 |
| 2009 | 吹奏楽                                            | 済州島民謡によるラプソディー                        | 済州国際管楽祭組織委員会委嘱作品 第3回大韓民国社会人吹奏楽コンクール課題曲 |
| 2010 | 吹奏楽                                            | 夢中夢の行進曲                                      | 国際現代音楽協会「World Music Days 2014」(ポーランド)入選作品 |
| 2010 | 打楽器 中国楽器アンサンブル                       | 出水靈劍                                            | 十鼓擊樂團委嘱、同楽団台湾全国ツアー曲（全13曲） |
| 2014 | 吹奏楽                                            | 暁闇の宴                                            | 第7回「全日本吹奏楽連盟作曲コンクール」第1位、2015年度全日本吹奏楽コンクール課題曲V |
| 2015 | 吹奏楽                                            | 遥か天鵞絨(びろーど)                                | 東海大学吹奏楽研究会、静岡県立浜松商業高等学校吹奏楽部、宮城県古川高等学校吹奏楽部、山形県立米沢興譲館高等学校吹奏楽部、東海大学菅生高等学校吹奏楽部、石川県立金沢桜丘高等学校吹奏楽部、福岡県立小倉高等学校吹奏楽部、フォスターミュージック株式会社の共同委嘱作品 |
| 2015 | 吹奏楽                                            | 祝祭ポンジガ                                        | 韓国済州国際管楽祭20周年記念委嘱作品 |
| 2015 | 吹奏楽                                            | 吹奏楽の為のアニマ Ⅰ.Animando Ⅱ.Con anima Ⅲ.Animato | |
| 2015 | 吹奏楽                                            | ハロルドの摩天楼                                    | 大阪府・上方ウィンズ委嘱作品 |
| 2015 | 吹奏楽                                            | アイドゥラ・イゴシ・ウリハッキョダ～僕らの学校      | 大阪朝鮮高級学校 2015年・2017年コンクール自由曲 |
| 2016 | 吹奏楽                                            | 天の交響、地の交歓                                  | キャッスルウインドアンサンブル・大阪朝鮮吹奏楽団合同演奏会 「活惚れ2016」委嘱作品 |
| 2016 | 吹奏楽                                            | SAISA-4.24                                          | 大阪朝鮮高級学校 2016年コンクール自由曲 |
| 2016 | 吹奏楽                                            | 桃源郷フィフティーン                                | 大阪府・桃山ウィンドオーケストラ創団15周年記念委嘱 第20回 21世紀の吹奏楽“響宴”入選作品 |
| 2017 | フレキシブル4パート                               | フォルモサの風                                      | |
| 2017 | 吹奏楽                                            | 祝典序曲「光、高鳴り」                              | 大阪府・近畿大学付属高等学校吹奏楽部委嘱 第22回 21世紀の吹奏楽“響宴”入選作品 |
| 2017 | 東アジア楽器、ピアノ、ソプラノ                    | 古木參天さんざめき                                  | 「東アジア文化都市2017京都」オープニング公演「The 饗宴」第１部初演（京都芸術センター） |